# آن وین
آن وین (انگلیسی: Anne Gwynne; ۱۰ دسامبر ۱۹۱۸ – ۳۱ مارس ۲۰۰۳ (۸۴ سال)) یک هنرپیشه اهل ایالات متحده آمریکا بود. وی بین سال‌های ۱۹۳۹ تا ۱۹۷۰ میلادی فعالیت می‌کرد. از فیلم‌هایی که او در آن‌ها ایفای نقش کرده می‌توان به جمعه سیاه، زن عجیب و غریب، دختر نجیب؟ و ترس اشاره کرد.